# Rundfunk der DDR

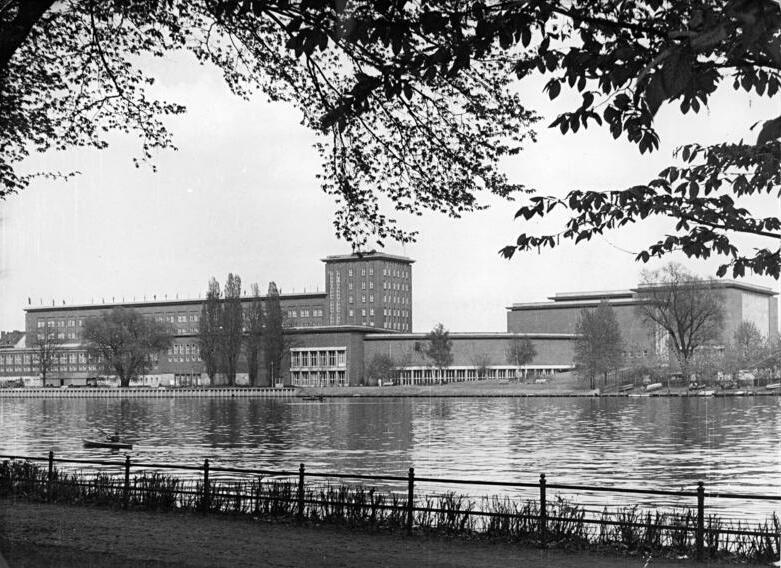
Funkhaus Nalepastraße Berlin, 1970

Rundfunk der DDR und Deutscher Demokratischer Rundfunk waren Bezeichnungen für den staatlichen Hörfunk in der DDR. Einschließlich seiner programmveranstaltenden Vorgänger- und Nachfolgeorganisationen in der Sowjetischen Besatzungszone, der DDR und dem vereinigten Deutschland existierte er vom 13. Mai 1945 bis zum 31. Dezember 1991.
Nach den Anfängen mit Sendern an verschiedenen Standorten war der zentrale Sitz von 1956 bis 1991 das Funkhaus Nalepastraße im Berliner Stadtteil Oberschöneweide. Daneben bestanden zahlreiche Funkhäuser und Studios in verschiedenen Städten der DDR, so in Rostock, Schwerin, Potsdam, Cottbus, Dresden, Weimar und Leipzig für die Produktion von regionalen bzw. zentralen Programmen. Die technischen Einrichtungen für Produktion, Übertragung und Verbreitung der Rundfunkprogramme gehörten der Deutschen Post, die Studiotechnik zu deren zentraler Dienststelle Studiotechnik Rundfunk. Bis 1968 gehörte auch der Deutsche Fernsehfunk (DFF), das Fernsehen der DDR, organisatorisch zum Rundfunk der DDR.
Mit der Gerhart-Eisler-Plakette wurden seit 1975 journalistische Leistungen sowie allgemeine Verdienste um den Rundfunk der DDR ausgezeichnet. Der 1968 erstmals verliehene Hanns-Eisler-Preis wurde von Radio DDR, einem Programm des Hörfunks in der DDR, zusammen mit anderen Einrichtungen an Nachwuchskomponisten oder Musikwissenschaftler vergeben.

## Sprachgebrauch
Außer den oben genannten Namen sind in der Literatur auch „Radio in der DDR“ bzw. „DDR Radio“ zu finden. Daneben bestand ein Unterschied bei der Verwendung des Begriffes „Rundfunk“ im Sinne von Hörfunk zwischen den Sprachvarietäten der Bundesrepublik bis zur Wende und der DDR, wo der Begriff „Radio“ üblich war.

## Organisation

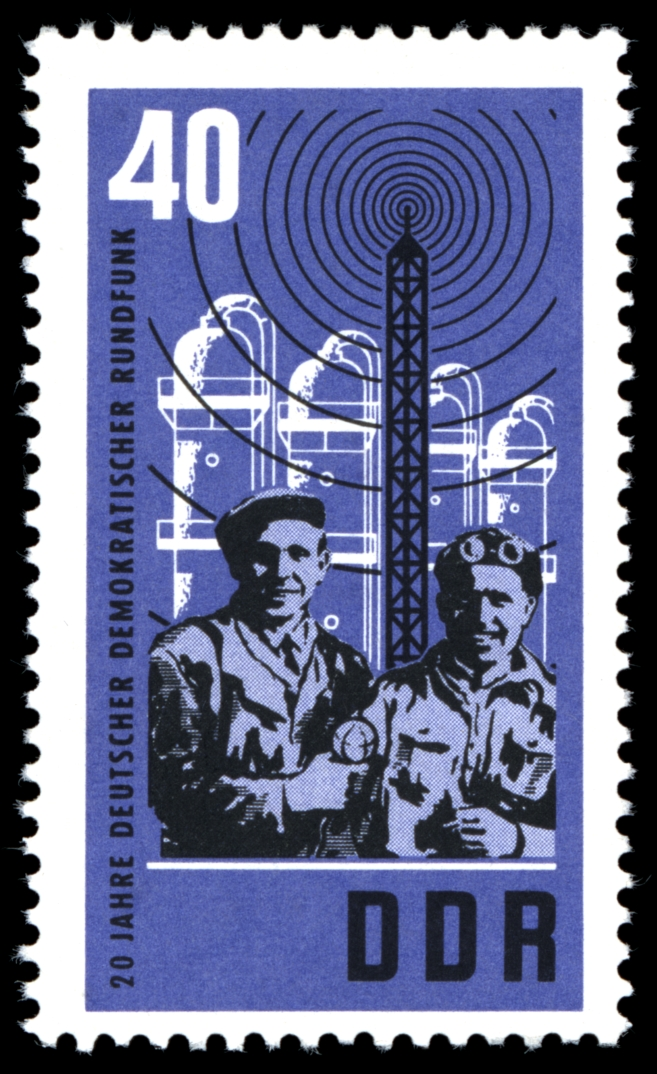
„20 Jahre Deutscher Demokratischer Rundfunk“. DDR-Briefmarke von 1966

Der Rundfunk der DDR unterstand dem 1952 gegründeten Staatlichen Komitee für Rundfunk (StKfR) beim Ministerrat der DDR. Dieses Komitee war das Weisungsorgan für den Rundfunk und übte eine Leitungs- und Kontrollfunktion aus. Die staatlichen Organe gaben vor, dass Fernsehen und Rundfunk ihre politisch-kulturellen Funktionen bei der massenwirksamen Durchsetzung der SED-Politik zuverlässig erfüllten.
Dem StKfR waren die Intendanten der einzelnen Sender Stimme der DDR, Radio DDR mit den beiden Programm Radio DDR I und Radio DDR II, Berliner Rundfunk und Radio Berlin International, ab 1986 auch DT64 unterstellt. Radio DDR waren weiterhin die Regionalprogramme nachgeordnet.
1973 wurde die Hauptabteilung Musik (HA Musik) gegründet. Sie war für die Produktion und Beschaffung von Musik aller Genres, für den Austausch mit internationalen Rundfunkstationen sowie die Durchführung von Konzerten der rundfunkeigenen Klangkörper verantwortlich. In der HA Musik arbeiteten 950 Personen, etwa je zur Hälfte in den Funkhäusern Berlin und Leipzig. Zur HA Musik gehörten zwei Sinfonieorchester, zwei Chöre, zwei Unterhaltungsorchester, drei Tanzorchester und zwei Kinderchöre sowie fünf Produktionsabteilungen, die Tonregie, Musik- und Notenarchiv, Instrumentenverwaltung, die Abteilung Internationaler Musikaustausch und eine EDV-Abteilung.

## Geschichte

### Sowjetische Besatzungszone
Zwei Tage nach der bedingungslosen Kapitulation der Wehrmacht, befahl am 10. Mai 1945 der sowjetische Stadtkommandant in Berlin, Nikolai Bersarin, die Wiedereinrichtung des öffentlichen Rundfunks in der SBZ. Am 12. Mai beauftragten Bersarin und Walter Ulbricht den zur Gruppe Ulbricht gehörenden KP-Funktionär Hans Mahle, die Sendeanlage in Berlin-Tegel wieder in Gang zu setzen. Ulbricht sagte:

„Genosse Mahle, du hast Erfahrungen in der Rundfunkarbeit, du hast am Sender ‚Freies Deutschland‘ und vorher am Moskauer Rundfunk Erfahrungen gesammelt, du kennst die Politik des Nationalkomitees ‚Freies Deutschland‘, diese Politik des Nationalkomitees ‚Freies Deutschland‘ ist im Rundfunk durchzusetzen.“

Mit weiteren Mitgliedern der Gruppe Ulbricht (Fritz Erpenbeck, Otto Fischer) sowie dem Journalisten Artur Mannbar, dem Ingenieur Erwin Wilke und dem Pfarrer Matthäus Klein machte sich Mahle sofort an die Arbeit und schaffte es bereits einen Tag später, am 13. Mai 1945, die erste Sendung auszustrahlen. Mannbar und Klein fungierten als Sprecher, verlasen die Texte der Kapitulationsurkunde, Meldungen über die Siegesfeier in Moskau zur Kapitulation, erste Befehle der Sowjetischen Militärkommandantur (SMAD), Zitate aus der Prawda und spielten die Nationalhymnen der Siegermächte. Die Sprecher saßen bei der Aufnahme vor dem Haus des Rundfunks Masurenallee und sendeten die einstündige Aufnahme über die Antennen des Senders Tegel.
Das Programm nannte sich zunächst Radio Berlin und ging mit den Worten „Hier spricht Berlin“ auf Sendung. Erste Sendereihen hießen „Pulsschlag Berlin“ und „Tribüne der Demokratie“. Artur Mannbar war der erste Nachrichtenredakteur, Erwin Wilke kümmerte sich um die Technik, Matthäus Klein stellte das Personal ein – innerhalb weniger Monate 100 Mitarbeiter, von denen viele wieder entlassen wurden. Mahle sagte später zur Personalpolitik der Anfänge:

„Natürlich, Genossen, wie gesagt, man griff auch manchmal auf Leute zurück, die nicht astrein waren. Aber das ging in der damaligen Zeit nicht anders zu machen, die mußten allmählich ausgeschaltet werden, nicht wahr, in dem Maße, in dem es uns gelang, selbst neue Kräfte sozusagen herauszubilden.“

Kurze Zeit später wurde das Programm von Radio Berlin in Berliner Rundfunk umbenannt. Dessen Aufgabe bestand zu diesem Zeitpunkt vor allem in einer regionalen Rundfunkversorgung des hoch-politisierten Nachkriegs-Berlins.
Der zweite Mann nach Mahle beim Berliner Rundfunk war der spätere sächsische Ministerpräsident Max Seydewitz. Er engagierte auf regelmäßiger Arbeitsbasis als politische Kommentatoren „qualifizierte Parteijournalisten“ wie den späteren Geheimdienstchef Markus Wolf, den bei Radio München beschäftigten Antifaschisten Herbert Geßner sowie den späteren Fernsehmoderator der Sendung Der schwarze Kanal, Karl-Eduard von Schnitzler, der vorher beim Nordwestdeutschen Rundfunk beschäftigt war.
Unter Seydewitz kam es zum Bruch mit der West-Berliner SPD, als der Berliner Rundfunk im Oktober 1946 zwei Wahlkampfreden in Collagentechnik gegenüberstellte, von denen die des SPD-Chefs Kurt Schumacher wegen seiner an Hitler erinnernden, hohen, sich überschlagenden Stimme stark gegen die ruhige Redehaltung des SED-Manns Wilhelm Pieck abfiel. Toningenieur Wilke hatte dazu die Schumacher-Rede bewusst zu langsam aufgenommen, um sie beim Abspielen im Sender in Normalgeschwindigkeit höher und schneller klingen zu lassen; umgekehrt hatte er das Band bei der Aufnahme von Pieck beschleunigt. Es kam zum Streit zwischen Seydewitz und dem Berliner SPD-Vorsitzenden Franz Neumann. Drei Monate später verkündete Neumann, kein Sozialdemokrat werde jemals wieder im Berliner Rundfunk zu hören sein.
Nachdem Seydewitz im Sommer 1947 nach Sachsen in die Politik gegangen war, wurde Heinz Schmidt sein Nachfolger. Unter Schmidt öffnete sich der Sender kurzzeitig inhaltlich und formal; Schmidt schuf unter anderem, inspiriert von der britischen BBC, die Sendung „Die Welt im Funk“, mit Nachrichten aus aller Welt und politischen Glossen. Am 1. Mai 1949 startete der Deutschlandsender als Vollprogramm auf der von der sowjetischen Administration freigegebenen Langwellenfrequenz 191 kHz von Königs Wusterhausen aus, mit einer für damalige Verhältnisse hohen Sendeleistung von 100 kW. Der Deutschlandsender war als Instrument der westdeutschen KPD gedacht, und er erreichte bis zum am 15. März 1950 in Kraft tretenden Kopenhagener Wellenplan große Teile Ost- und Westdeutschlands. Fortan sendete der Deutschlandsender über schwache Kurzwellensender, bis die Sowjets Ende März die Langwelle 263 kHz zur Verfügung stellten, die jedoch insbesondere das Ruhrgebiet mit seiner KPD-affinen Arbeiterschaft nicht erreichte. Markus Wolf moderierte die neue Sendung „Treffpunkt Berlin“, der Schriftsteller und spätere Hörspielautor Karl Georg Egel wurde Redaktionsleiter. Der Deutschlandsender teilte zahlreiche Programme mit dem Berliner Rundfunk, was sich mit dem neuen Chefredakteur Leo Bauer ab März 1949 änderte. Die Inhalte waren jetzt weitgehend unabhängig.
Parallel zum Wiederaufbau des Rundfunks in Berlin nahmen auch in anderen Teilen der SBZ verschiedene Sender ihren Betrieb wieder auf. So lizenzierte die SMAD u. a. ebenfalls 1945 Radio Leipzig, aus dem kurz darauf der wiedergegründete Mitteldeutsche Rundfunk hervorging. Wenig später wurden andere Sender in der Sowjetischen Besatzungszone angewiesen, Programmteile des Berliner Rundfunks zu übernehmen.

### Von der Gründung der DDR bis 1960

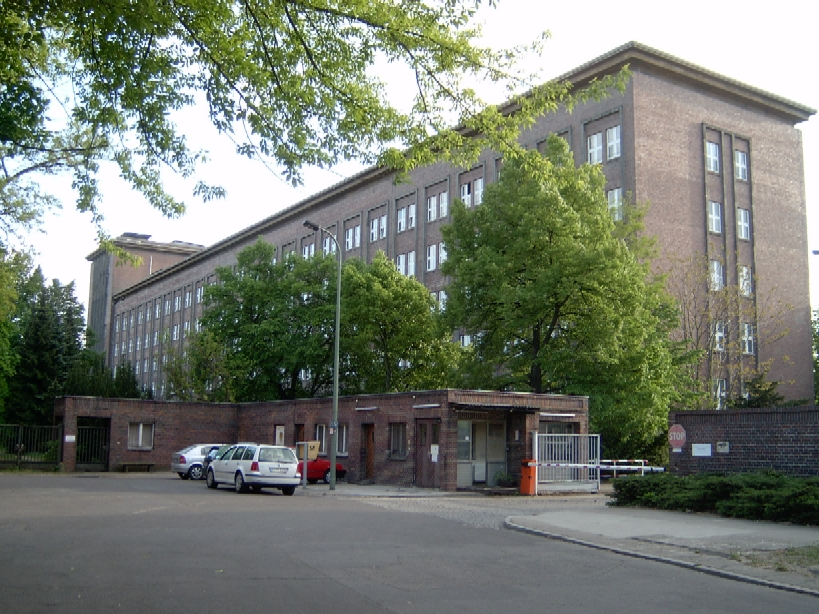
Funkhaus Nalepastraße Berlin, 2006

Nach der Gründung der DDR am 7. Oktober 1949 wurde die Sicherung des uneingeschränkten Zugriffs der SED auf den Rundfunk konsequent vorangetrieben. In mehreren Wellen von politischen „Säuberungsmaßnahmen“ ab 1948 wurde ein Großteil des leitenden Radiopersonals entlassen. Dafür zuständig war der Sekretär des Zentralkomitees für Agitation und Propaganda Hermann Axen, der ab Oktober 1949 den Deutschlandsender von Grund auf umbaute. Unter anderem entließ er den Generalintendanten Mahle, den Intendanten Schmidt, den Chefredakteur Bauer, den Redaktionsleiter Egel und den Musikchef des Berliner Rundfunks Harry Goldschmidt. Das Spektrum der Begründungen war weit: Goldschmidt habe zu „kosmopolitische“, zu „westliche“, zu „elitäre“ Jazz- und Swingmusik gespielt und die Musik „der Völker der Sowjetunion“ zu schwach berücksichtigt. Bauer sei West-Spion gewesen; er wurde vor Gericht gestellt, zum Tode verurteilt, jedoch nicht hingerichtet. Er kam nach Jahren der Zwangsarbeit in Sibirien aus der Haft frei, ging in den Westen und wurde Berater von Bundeskanzler Willy Brandt. SED-linientreue Nachfolger wurden als Intendant des Berliner Rundfunks Rudolf Pfützner, als Generalintendant Kurt Heiß.
1952 wurde das Staatliche Rundfunkkomitee (mit einem besonderen Intendanzbereich Deutscher Fernsehfunk) als oberstes zentrales Leitungsorgan aller Sender gebildet. Sitz des DDR-Rundfunks war ab 1954 das für diesen Zweck neu errichtete Funkhaus in der Nalepastraße in Berlin-Oberschöneweide. Offiziell wurde dieses Funkhaus am 4. September 1954 eröffnet, nachdem ein Brand die Fertigstellung des Baus um etwa ein Jahr verzögert hatte. Der Neubau war notwendig geworden, weil angesichts der politischen Entwicklungen und des beginnenden Kalten Krieges der Verbleib der DDR-Rundfunk-Zentrale im West-Berliner Haus des Rundfunks untragbar geworden war.
Mit der Gründung des Staatlichen Rundfunkkomitees ging eine Umstrukturierung und Zentralisierung des Rundfunks in der DDR einher. So wurden fortan alle Programme in Berlin produziert. Die bisherigen Landessender wurden zu Bezirks-Sendern umfunktioniert. Sie wurden vor allem Zulieferer für die Programme aus Berlin und produzierten auch Regional- und Sonderprogramme. Diese liefen beispielsweise vergleichbar heutigen Fensterprogrammen als Morgenprogramm bei Radio DDR II. Sonderprogramme waren unter anderem die Messewelle in Leipzig oder die „Radio-DDR“-Ferienwelle für Ostsee-Urlauber.
Die Berliner Zeitung lieferte im Mai 1955 nach Inbetriebnahme des Funkhauses in der Nalepastraße eine stolze Statistik:

„Vom 1. Januar 1946 an stieg die Zahl der registrierten Hörer von 1,4 Millionen auf mehr als 4 Millionen am 1. Januar 1955. 1954 schrieben monatlich 18.000 Hörer an ihren Rundfunk. 1132 Werktätige sind als Funkkorrespondenten tätig. Unser Rundfunk strahlt über einen Langewellen-, 14 Mittelwellen-, 3 Kurzwellen- und 10 UKW-Sender täglich drei Programme von insgesamt 63 Stunden aus. Die Manuskripte aller Wortsendungen entsprechen einer Tageszeitung von 22 Seiten. Allein die Musikbeiträge einzelner Wortsendungen betrugen im Monat April 79.169 Minuten, das sind 26.389 Schallplattenseiten oder Tonbänder von 4350 kg Gewicht mit einer Länge von 3.958.000 Metern.“

### 1960er bis 1980er Jahre

Jährliche Sendestunden 1965–1989. Rot: Wortprogramm, Blau: Musik

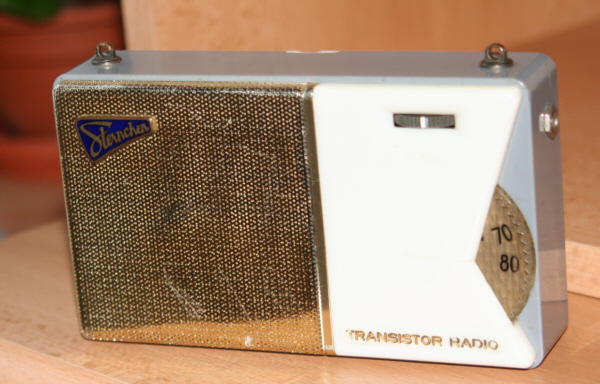
Das DDR-Transistorradio Sternchen von 1960

„Die in den 1950er-Jahren getroffenen medienpolitischen Entscheidungen blieben in ihren Grundzügen bis 1989 gültig.“ Drei Wochen nach dem Bau der Berliner Mauer, am 5. September 1961 begann die verstärkte ideologische Abschottung gegen die „Ochsenköpfe“. Die FDJ startete die Aktion „Blitz contra Natosender“, dabei wurden auf Westempfang ausgerichtete Rundfunkdachantennen durch FDJ-Mitglieder auf Ostempfang gedreht oder zerstört.
Zu den Aufgaben des DDR-Rundfunks gehörte auch das Stören unliebsamer Sendungen aus dem Westen. Betroffen davon war vor allem der RIAS; man versuchte mehr oder weniger erfolgreich, dessen Mittelwellenfrequenzen (Berlin-Britz und Hof) durch ein die gesamte DDR überspannendes Netz von Störsendern unhörbar zu machen.
Mit Inkrafttreten des Genfer Wellenplans von 1975 im November 1978 stellte die DDR den Betrieb ihrer gegen den RIAS gerichteten Störsender ein. Die diplomatische Anerkennung seitens der westlichen Signatarstaaten war der DDR-Führung wichtiger als das Jamming, das sich ohnehin als ineffizient erwiesen hatte.
Laut Genfer Wellenplan sollten außerdem an 30 Standorten insgesamt 34 Mittelwellen-Kleinsender eingerichtet werden. Tatsächlich gab es im November 1978 wohl 33 teilweise abweichende Standorte mit je einem Sender auf einer der drei Gemeinschaftswellen (1485/1584/1602 kHz), gekauft bei der tschechoslowakischen Firma Tesla. Dazu kamen später weitere Standorte, auch mit niedrigeren Sendefrequenzen (1341/1377 kHz). Die Sender liefen mit Ballempfang; als Programmquelle diente ein geeignetes UKW-Signal.
Die Anzahl der Sendestunden stieg insbesondere Ende der 1980er Jahre an. Ein Grund dafür ist unter anderem der Start von DT64 als eigenständiges Programm.

### Nach der politischen Wende 1989
Nach der Wende wurde die Rundfunkgesellschaft in Funkhaus Berlin (FU) umbenannt, Personal abgebaut und der Sendebetrieb auf Grundlage des Staatsvertrags über den Rundfunk im vereinigten Deutschland zum 31. Dezember 1991 eingestellt. Bis zur Gründung des öffentlich-rechtlichen Rundfunksystems wurde das Programm schrittweise regionalisiert. So bildeten sich mit Antenne Brandenburg, RMV, Sachsen Radio, Thüringen 1 und Radio Sachsen-Anhalt Vorläufer der späteren Landesprogramme der öffentlich-rechtlichen Anstalten in den fünf neuen Bundesländern.
Am 1. August 1990 wurde „Radio DDR I“ in „Radio Aktuell“ umbenannt, behielt sein Programmformat (Information und Unterhaltung) bei und sendete bis zum 31. Dezember 1991. Die „Stimme der DDR“ wurde am 12. Februar 1990 in „Deutschlandsender“ rückbenannt. Dieser und „Radio DDR II“ fusionierten zum 16. Juni 1990 zum Deutschlandsender Kultur (DS Kultur).
Der Einigungsvertrag legte in Artikel 36 fest, dass die Strukturen der „Einrichtung“ (Rundfunk der DDR und Deutscher Fernsehfunk) bis zum 31. Dezember 1991 in Strukturen eines öffentlich-rechtlichen Rundfunksystems zu überführen oder andernfalls aufzulösen seien. Daraufhin wurde die ARD um den ORB für Brandenburg (2003 mit dem SFB zum RBB fusioniert) und den MDR erweitert. Für Mecklenburg-Vorpommern wurde der NDR zuständig.
RBI stellte seinen Betrieb zum 3. Oktober 1990 ein. Seine Frequenzen übernahm die Deutsche Welle.
Aus DS Kultur und RIAS 1 entstand zum 1. Januar 1994 das „DeutschlandRadio Berlin“ (DLR Berlin), der heutige Deutschlandfunk Kultur (Dlf Kultur), der seinen Sitz im ehemaligen RIAS-Funkhaus am Hans-Rosenthal-Platz in Berlin-Schöneberg hat.
Das Archivmaterial des DDR-Rundfunks wird heute vom Deutschen Rundfunkarchiv (DRA) am Standort Babelsberg verwaltet, auch nutzbar für private Nutzer.

## Programme

Ostdeutsche Hörfunkprogramme, Zeitleiste 1945–1990/93

Bis 1990 strahlte der Rundfunk der DDR landesweit fünf Programme aus:
- Radio DDR I – ein Nachrichten- und Unterhaltungsprogramm
- Radio DDR II – ab 1958, Kultur- und Bildungsprogramme, morgens auch Regionalprogramme der Bezirkssender
- Stimme der DDR – ein Informationsprogramm für deutschsprachige Hörer innerhalb und besonders außerhalb der DDR. Das Programm ist am 14. November 1971 durch die Zusammenlegung des Deutschlandsenders (für Hörer in der Bundesrepublik) mit der Berliner Welle (für Hörer in West-Berlin) entstanden.
- Berliner Rundfunk – der Sender „... aus der Hauptstadt für die Republik ...“ und
- DT64 – das „Jugendradio“ (benannt nach dem Deutschlandtreffen der Jugend 1964). Erst ab 1986/87 eigenständiges Programm, davor als Jugendstudio DT 64 Bestandteil von „Stimme der DDR“ und „Berliner Rundfunk“. Stand der FDJ nahe.

Diese Programme hatten zwar inhaltlich-thematische Schwerpunkte, eine heutigen öffentlich-rechtlichen Programmen vergleichbare Ausrichtung auf eine bestimmte Zielgruppe existierte allerdings nicht. So sendeten z. B. alle Programme Hörspiele, wissenschaftliche oder kulturelle Beiträge.
Auslandssender:
- Radio Berlin International – „Die Stimme der Deutschen Demokratischen Republik“

Geheimsender der DDR für Hörer außerhalb der Landesgrenzen. Sie gehörten offiziell nicht zum Rundfunk der DDR:
- Deutscher Freiheitssender 904 (17. August 1956 bis 30. Oktober 1971)
- Deutscher Soldatensender 935 (1. Oktober 1960 bis 30. Juni 1972)
- Radio Vltava (21. August 1968 bis 13. Februar 1969)

Darüber hinaus existierten folgende Sonderprogramme:
- Sorbisches Programm – Sendungen in sorbischer Sprache aus Cottbus und Bautzen
- Ferienwelle – Urlaubsprogramm für die Ostseeregion aus Rostock (nur während der Feriensaison zwischen Mai und September)[15]
- Messewelle – Programm für Messegäste aus Leipzig (buntes, westlich orientiertes Programm während der Leipziger Messe, je eine Woche im März und September)[16]

Die Programme des DDR-Rundfunks wurden über Lang-, Mittel-, Kurz- und Ultrakurzwelle ausgestrahlt.

### Intendanten
Berliner Rundfunk
- 1945–1946: Hans Mahle (1946–51 Generalintendant)
- 1946–1947: Max Seydewitz
- 1947–1949: Heinz Schmidt
- 1949–1951: Kurt Heiß (dann Generalintendant)
- 1951–1955: Rudolf Pfützner
- 1955–1957: Theo Grandy
- 1958–1959: Erich Selbmann
- 1959–1969: Herta Classen
- 1970–1977: Hans Frenzel
- 1977–00: Hannes Potthast

Mitteldeutscher Rundfunk
- 1945–1948: Rudolf Pfützner (später Berliner Rundfunk/Deutschlandsender)
- 1948–1949: Kurt Heiß (dann Berliner Rundfunk/Deutschlandsender)
- 1949–1952: Karl Adolphs

Deutschlandsender/Stimme der DDR
- 1949–1951: Kurt Heiß (zugleich Berliner Rundfunk); Chefredakteur 1949–50 Leo Bauer
- 1951–1955: Rudolf Pfützner (zugleich Berliner Rundfunk)
- 1956 (?): Willy Perk
- 1957–1960: Heinz Geggel
- 1960–1967: Kurt Ehrich
- 1968–1978: Kurt Goldstein
- 1978–1990: Martin Radmann

Radio DDR
- 1956–1966: Wolfgang Kleinert
- 1968–00: Rolf Schmidt

Radio Berlin International
- 1962–1971: Christof Kirschnek
- 1971–1976: Erich Jungmann
- 1976–1990: Klaus Fischer

Jugendradio DT64
- 1987–1989: Marianne Hoebbel
- 1989–1990: Dietmar Ringel

## Klangkörper
Der Rundfunk der DDR war auch Träger zahlreicher Klangkörper. Dies waren u. a.:
- das Tanzorchester des Berliner Rundfunks, gegründet am 1. Februar 1956, ab 1971 „Rundfunk-Tanzorchester Berlin“
- das Rundfunk-Sinfonieorchester Berlin (RSB), gegründet 1923, Trägerschaft von 1945 bis 1993, heute in der „Rundfunk-Orchester und -Chöre gGmbH“
- das Rundfunk-Tanzstreichorchester Berlin
- das Große Rundfunkorchester Berlin
- die Solistenvereinigung des Berliner Rundfunks, gegründet 1945
- der Große Chor des Berliner Rundfunks, gegründet 1948, ab 1971 Rundfunkchor Berlin
- das Rundfunk-Sinfonieorchester Leipzig, gegründet 1924
- der Rundfunk-Kinderchor Leipzig
- das Große Rundfunkorchester Leipzig
- die Radio-Big-Band Leipzig (ehemals Rundfunk-Tanzorchester Leipzig)
- das Rundfunk-Blasorchester Leipzig
- der Chor der Kampfgruppe des Staatlichen Rundfunkkomitees der DDR

Der Hanns-Eisler-Preis wurde von Radio DDR, einem Programm des Hörfunks in der DDR zusammen mit anderen Einrichtungen an Nachwuchskomponisten oder Musikwissenschaftler vergeben.

## Hauptabteilung Funkdramatik
Die Hauptabteilung Funkdramatik (HA Funkdramatik) umfasste sieben Abteilungen, nämlich für „Hörspiel“, „Feature“, „Internationale Funkdramatik“, „Unterhaltende Sendereihen“, „Hörspiele für Kinder“, „Sender/Regie“ und „Produktion und Sendeleitung“. Als Hauptabteilungsleiter fungierten von Februar 1962 bis April 1974 Manfred Engelhardt, 1975–1977 Hans Bentzien und 1977–1990 Peter Gugisch.
Laut einem Stellenplan von 1962 verfügte die Hauptabteilung Funkdramatik über 103 Mitarbeiter. Ende der 1980er Jahre waren ca. 120 Mitarbeiter fest angestellt, darunter ca. 40 Entwicklungsdramaturgen und ca. 35 Regisseure. Dazu kamen die freiberuflich tätigen Regieassistenten und Regisseure. Mit dem Volumen von ca. 300 Neuproduktionen pro Jahr, die überwiegend in den beiden, in drei Schichten betriebenen Hörspielstudios H1 und H2, entstanden, wurden zusammen mit Wiederholungen ca. 25 wöchentliche Sendeplätze mit funkdramatischen Genres veranstaltet. Um den hohen Produktionsumfang zu realisieren und gleichzeitig das Darstellerpotential der südlichen und nördlichen Bezirke in der DDR einbeziehen zu können, wurden zusätzlich ab 1964 im Hörspielstudio des Leipziger Funkhauses in der Springerstraße und ab Ende der 1970er Jahre im Funkhaus Schwerin Hörspiele und Features produziert.

## Produktionszahlen
| Jahr                | 1965   | 1970   | 1975   | 1980   | 1985   | 1988   | 1989   |
| Sendestunden Wort   | 32.217 | 36.866 | 32.479 | 35.435 | 38.221 | 46.033 | 48.428 |
| Sendestunden Musik  | 31.499 | 31.131 | 29.706 | 31.583 | 33.804 | 48.112 | 48.953 |
| Sendestunden Gesamt | 63.716 | 67.997 | 62.185 | 67.018 | 72.025 | 94.145 | 97.381 |
| Durchschn./Woche    | 1.222  | 1.304  | 1.193  | 1.282  | 1.381  | 1.800  | 1.868  |

## Rundfunk der Sowjetunion
Die Sowjetunion strahlte für die in der DDR stationierten sowjetischen Truppen auf der Langwellenfrequenz 261 Kilohertz (kHz) unter der Bezeichnung „Radio Wolga“ ein russischsprachiges Programm aus. Auf der Mittelwellenfrequenz 1323 kHz sendete der Auslandsdienst. Genutzt wurden Sendeeinrichtungen, die auch vom Rundfunk der DDR mitbenutzt wurden und wie diese von der Deutschen Post betrieben wurden, in Burg (Langwelle) und Wiederau (Mittelwelle).
Über ein Netz von Kleinsendern wurde auch das erste Programm des sowjetischen Fernsehens an den Militärstandorten ausgestrahlt. Deren Reichweiten waren begrenzt, ähnlich wie bei AFN- und SSVC-TV in der Bundesrepublik. Die Sender wurden 1994 abgeschaltet.
Ab Januar 1989 wurde für den Auslandsdienst der Hochleistungssender in Wachenbrunn benutzt. Der Sender „Radio Wolga“ wurde nach dem Abzug der sowjetischen Truppen abgeschaltet, die Langwellenfrequenz übernahm – bis zur Betriebseinstellung Anfang 2000 – Radioropa Info. Der Hochleistungssender in Wachenbrunn, der nach der Wende in den Besitz der Deutschen Telekom kam, wurde bis Ende 2012 weiterhin vom russischen Auslandsdienst zur Verbreitung seiner Programme im Mittelwellenbereich genutzt. Bis Ende 2013 wurde zudem über einen zweiten, allerdings leistungsschwächeren Mittelwellensender in Zehlendorf bei Oranienburg gesendet.